# Institut Peabody

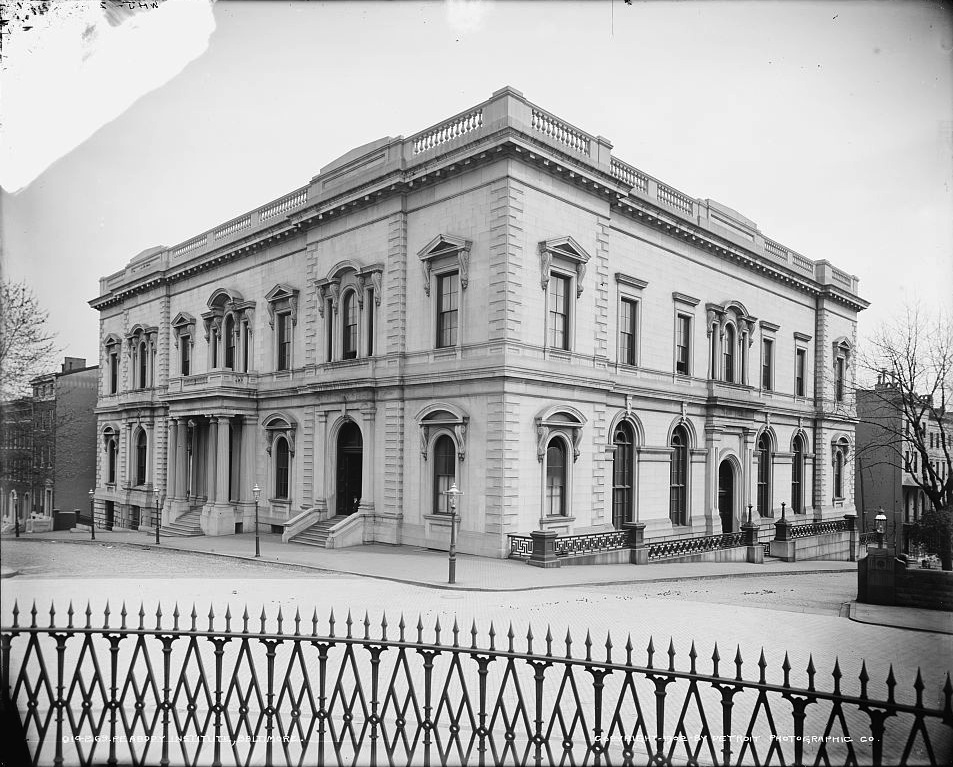
Le Peabody Institute en 1902

L’Institut Peabody (Peabody Institute), situé à Baltimore (Maryland) aux États-Unis, est un conservatoire de musique de l'université Johns-Hopkins.

## Histoire
L'Institut Peabody est le plus ancien conservatoire de musique américain, parmi ceux encore en activité. L'institut est fondée en 1857 par le philanthrope George Peabody. Le siège est conçu par l'architecte George Edmund Lind, et a été inauguré en 1866, le retard étant causé par la guerre civile américaine. Depuis 1977, le conservatoire est une partie de l'université Johns-Hopkins, une des universités les plus prestigieuses. Ainsi les étudiants ont la possibilité de suivre les disciplines en sciences humaines. L'institut offre aux étudiants la possibilité de poursuivre en master et doctorat dans les disciplines de la musique. Le département d'histoire de la musique a été fondé par le pianiste Piero Weiss.

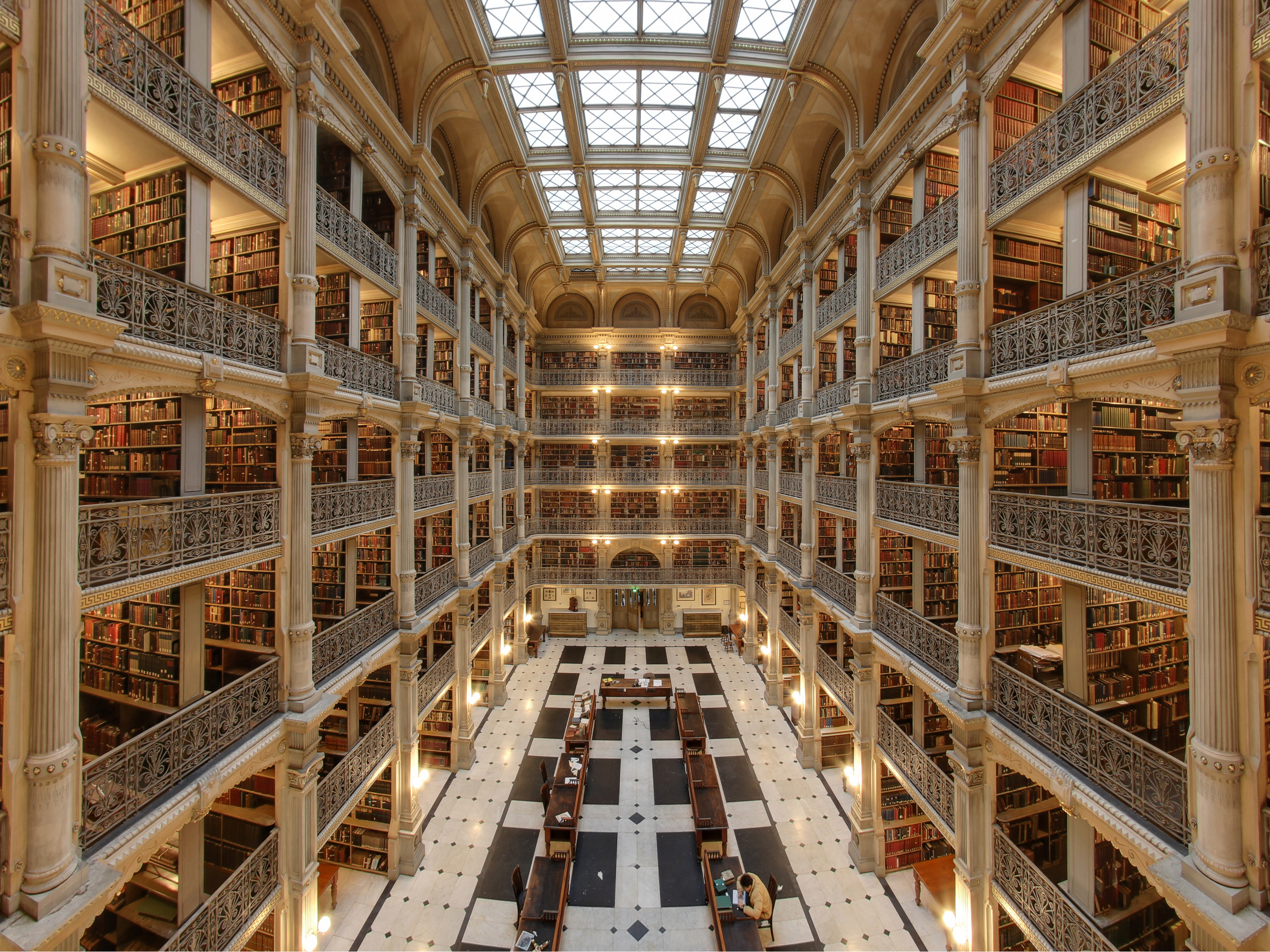
La George Peabody Library.

Au Peabody Institute sont associées deux bibliothèques importantes :
- la bibliothèque George-Peabody (George Peabody Library), qui depuis 1967, est la bibliothèque de Baltimore ;
- la bibliothèque Arthur-Friedheim (Arthur Friedheim Library), une bibliothèque spécialisée qui détient plus de 100 000 volumes sur la musique, des partitions musicales et des enregistrements audio.

## Étudiants célèbres
- Ana Vidović
- Tori Amos
- Dominick Argento
- James Allen Gähres
- Philip Glass
- Alon Goldstein
- Hilary Hahn
- Michael Hedges
- André Watts
- Eugénie Kuffler
- Hiroko Sasaki

## Professeurs
- Diran Alexanian, violoncelle
- Manuel Barrueco, guitare
- George Frederick Boyle, piano
- Elliott Carter (1946-1948), composition
- Leon Fleisher, piano
- Asger Hamerik, directeur (1871-1898)
- Chen Yi, composition (1996-1998)
- Ernest Hutcheson, piano
- Jean Eichelberger Ivey, composition, musique électronique
- Katharine Lucke (1875-1962), orgue, composition
- Nicholas Maw (1935-2009), composition
- Gustav Meier, direction d'orchestre
- Marina Piccinini, flûte
- Kevin Puts, composition
- Hollis Robbins, sciences humaines
- Berl Senofsky, violon
- John Shirley-Quirk, voix